# Фарук I
Фарук I (араб. فاروق الأول‎, 11 февраля 1920 — 18 марта 1965) — король Египта и Судана в 1936—1952 годах. Принадлежал к династии Мухаммеда Али и стал королём после смерти своего отца Фуада I. Свергнут в результате Июльской революции 1952 года, после отречения ему наследовал сын Фуад II.

## Биография

### Детство и восшествие на трон
Был единственным сыном Фуада I от его второго брака (кроме Фарука у Фуада и королевы Назли Сабри родились четыре дочери). Получил домашнее образование, а затем уехал, чтобы обучаться в английской Королевской военной академии.
В 1936 году после смерти отца вернулся в Египет, чтобы унаследовать престол. Первые полтора года правил Регентский совет, после коронации 29 июля 1937 года Фарук получил в свои руки всю полноту власти.

### Правление
Сразу после начала самостоятельного правления вступил в противостояние с популярной и влиятельной националистической партией Вафд и её лидером премьер-министром Мустафой ан-Наххасом. В декабре 1937 года сместил ан-Наххаса и назначил новое правительство, последующие парламентские выборы в апреле 1938 года Вафд бойкотировала.
В начале правления вёл пробританскую политику; хотя Султанат Египет в 1922 году получил независимость от Великобритании, она по-прежнему оказывала очень большое влияние на политическую и экономическую жизнь страны. Такое положение дел было формально закреплено англо-египетским договором 1936 года, по сути превращавшим Египет в британскую военную базу. Тем не менее к началу Второй мировой войны король и его премьер-министр Али Махир больше симпатизировали странам Оси. В 1942 году в связи с важным стратегическим положением Египта в североафриканской кампании британский посол Майлз Лэмпсон настоял, чтобы Фарук сместил прогермански настроенного премьер-министра Хуссейна Сирри-пашу и назначил правительство на основе «Вафд». Когда король отказался назначить главой правительства Мустафу ан-Наххаса, 4 февраля 1942 года британские военные вынудили его сделать это под угрозой отречения. Однако Египет объявил войну странам Оси только в 1945 году, уже после того, как в 1944 году Фаруку удалось сместить ан-Наххаса.

### Свержение и последние годы
Все послевоенные годы правления недовольство королём росло, его основными причинами были коррумпированность государственного аппарата, поражение в войне с только что созданным Израилем и бурная личная жизнь монарха, который в 1948 году развёлся с супругой и при этом тратил большие суммы на женщин, азартные игры, еду и предметы роскоши. Всё это привело к военному перевороту под руководством Мохаммеда Нагиба. Новым королём был провозглашён сын Фарука Фуад II, хотя через год монархия в Египте официально была упразднена.
После переворота Фарук уехал в изгнание в Монако и принял подданство этой страны, хотя местом постоянного проживания избрал Рим. Фарук умер в возрасте 45 лет 18 марта 1965 года, и был похоронен в Каире в мечети ар-Рифаи.

## Семья и личная жизнь
Был дважды женат. Первый брак с Сафиназ Зульфикар (1921—1988), которая стала королевой под именем Фарида, продолжался с 1938 по 1948 год. От этого брака родилось три дочери:
- Ферьял (принцесса Египта),
- Фавзия Египетская[англ.]
- Фадия Египетская[англ.] — в 1965 году вышла замуж за Петра Алексеевича Орлова (1938—2022) (сын Алексея Сергеевича Орлова, белоэмигранта, и его жены Марии Орловой), двое сыновей, 4 внуков.

Второй женой монарха стала Нариман Садек, шестнадцатилетняя девушка из простой семьи (1933—2005). Повторный брак короля вызвал протесты, так как многие политики считали невозможным брак с простолюдинкой. Нариман родила наследника, будущего короля Фуада II. Вскоре после отречения Фарука Нариман с ним развелась и вернулась в Египет.
Был известен своими любовными похождениями. Одна из его любовниц, британская писательница Барбара Скелтон, стала известна как мемуаристка. Итальянская певица Ирма Капече Минутоло утверждала, что состояла с Фаруком в тайном браке. В 1950-х годах его любовницей была шведская писательница Биргитта Стенберг.
Через несколько лет после вступления на престол начал стремительно набирать вес из-за чрезмерного потребления пищи. В Египте говорили, что на завтрак король ест красную икру из банок, дюжину яиц и перепелов. В 1944 году Фарук, видимо чтобы развеять слухи, открыл свою резиденцию для журналистов, которые должны были запечатлеть его «скромный» быт.
По утверждениям близких людей, его никогда не видели читающим или пишущим; делами государства он мало занимался. В конце жизни он весил около 150 кг, и умер после очередного сытного застолья в ресторане «Иль де Франс». Тогда ему были поданы семь цыплят, устрицы с соусом табаско, глазированный окорок, дюжина печеных картофелин, чашка риса, лобстер, несколько шоколадных эклеров, торт Захер, две бутылки вина и много чашек капучино.

## Награды
Награды Египта
| Страна | Дата вручения   | Награда                              | Награда                              | Литеры |
| ------ | --------------- | ------------------------------------ | ------------------------------------ | ------ |
| Египет | 28 апреля 1936— | Суверен ордена Мухаммеда Али         | Суверен ордена Мухаммеда Али         |        |
| Египет | 28 апреля 1936— | Суверен ордена Нила                  | Суверен ордена Нила                  |        |
| Египет | 28 апреля 1936— | Суверен ордена Добродетельности      | Суверен ордена Добродетельности      |        |
| Египет | 28 апреля 1936— | Суверен ордена Исмаила               | Суверен ордена Исмаила               |        |
| Египет | 28 апреля 1936— | Суверен Военной звезды Фуада I       | Суверен Военной звезды Фуада I       |        |
| Египет | 28 апреля 1936— | Суверен ордена Сельского хозяйства   | Суверен ордена Сельского хозяйства   |        |
| Египет | 28 апреля 1936— | Суверен ордена Индустрии и коммерции | Суверен ордена Индустрии и коммерции |        |
| Египет | 28 апреля 1936— | Суверен ордена Культуры              | Суверен ордена Культуры              |        |
| Египет | 1936—           | Кавалер цепи Фуада I                 | Кавалер цепи Фуада I                 |        |

Награды иностранных государств:
| Страна       | Дата вручения    | Награда                                                                        | Награда                                                                        | Литеры    |
| ------------ | ---------------- | ------------------------------------------------------------------------------ | ------------------------------------------------------------------------------ | --------- |
| Албания      | —                | Кавалер Почётной цепи Албании                                                  | Кавалер Почётной цепи Албании                                                  |           |
| Бельгия      | —                | Кавалер Большого креста ордена Леопольда I                                     | Кавалер Большого креста ордена Леопольда I                                     |           |
| Чехословакия | —                | Кавалер ордена Белого льва I класса                                            | Кавалер ордена Белого льва I класса                                            |           |
| Франция      | —                | Кавалер Большого креста ордена Почётного легиона                               | Кавалер Большого креста ордена Почётного легиона                               |           |
| Япония       | —                | Кавалер цепи ордена Хризантемы                                                 | Кавалер цепи ордена Хризантемы                                                 |           |
| Вьетнам      | —                | Кавалер Большой ленты ордена Дракона Аннама                                    | Кавалер Большой ленты ордена Дракона Аннама                                    |           |
| Монако       | —                | Кавалер Большого креста ордена Святого Карла                                   | Кавалер Большого креста ордена Святого Карла                                   |           |
| Польша       | —                | Кавалер ордена Белого орла                                                     | Кавалер ордена Белого орла                                                     |           |
| Болгария     | —                | Кавалер ордена Святых Равноапостольных Кирилла и Мефодия                       | Кавалер ордена Святых Равноапостольных Кирилла и Мефодия                       |           |
| Югославия    | —                | Кавалер Большого креста ордена Звезды Карагеоргия                              | Кавалер Большого креста ордена Звезды Карагеоргия                              |           |
| Ирак         | —                | Кавалер ордена Хашимитов                                                       | Кавалер ордена Хашимитов                                                       |           |
| Румыния      | —                | Кавалер цепи ордена Кароля I                                                   | Кавалер цепи ордена Кароля I                                                   |           |
| Сирия        | —                | Кавалер ордена Омейядов 1 класса                                               | Кавалер ордена Омейядов 1 класса                                               |           |
| Эфиопия      | —                | Кавалер цепи ордена Соломона                                                   | Кавалер цепи ордена Соломона                                                   |           |
| США          | —                | Главнокомандующий Легиона Почёта                                               | Главнокомандующий Легиона Почёта                                               |           |
| Таиланд      | —                | Кавалер Прославленного ордена Королевского дома Чакри                          | Кавалер Прославленного ордена Королевского дома Чакри                          | ม.จ.ก.    |
| Италия       | 1933—            | Кавалер Высшего ордена Святого Благовещания                                    | Кавалер Высшего ордена Святого Благовещания                                    |           |
| Италия       | 1933—            | Кавалер Большого креста ордена Святых Маврикия и Лазаря                        | Кавалер Большого креста ордена Святых Маврикия и Лазаря                        |           |
| Италия       | 1933—            | Кавалер Большого креста ордена Короны Италии                                   | Кавалер Большого креста ордена Короны Италии                                   |           |
| Швеция       | 30 декабря 1937— | Кавалер ордена Серафимов                                                       | Кавалер ордена Серафимов                                                       | RSerafO   |
| Греция       | 20 января 1938—  | Кавалер Большого креста ордена Спасителя                                       | Кавалер Большого креста ордена Спасителя                                       |           |
| Иран         | июнь 1938—       | Кавалер цепи ордена Пехлеви                                                    | Кавалер цепи ордена Пехлеви                                                    |           |
| Нидерланды   | 23 июня 1938—    | Кавалер Большого креста ордена Нидерландского льва                             | Кавалер Большого креста ордена Нидерландского льва                             |           |
| Афганистан   | январь 1947—     | Кавалер цепи ордена Солнца                                                     | Кавалер цепи ордена Солнца                                                     |           |
| Иордания     | 25 июня 1948—    | Кавалер Большой звезды ордена Возрождения                                      | Кавалер Большой звезды ордена Возрождения                                      |           |
| Иордания     | 1949—            | Кавалер цепи ордена Хусейна ибн Али                                            | Кавалер цепи ордена Хусейна ибн Али                                            |           |
| Ливия        | 1949—            | Кавалер цепи ордена Идриса I                                                   | Кавалер цепи ордена Идриса I                                                   |           |
| Испания      | 1 апреля 1951—   | Кавалер Большого креста на цепи ордена Изабеллы Католической                   | Кавалер Большого креста на цепи ордена Изабеллы Католической                   |           |
| Португалия   | 5 мая 1951—      | Кавалер объединённого знака орденов Христа и Святого Бенедикта Ависского       | Кавалер объединённого знака орденов Христа и Святого Бенедикта Ависского       | GCC, GCCA |
| Португалия   | 5 мая 1951—      | Кавалер Большой цепи Военного ордена Башни и Меча, Доблести, Верности и Заслуг | Кавалер Большой цепи Военного ордена Башни и Меча, Доблести, Верности и Заслуг | GColTE    |